# 蝙蝠涡螺
蝙蝠涡螺（学名：Cymbiola vespertilio）是新腹足目涡螺科涡螺属的一种。主要分布于印度尼西亚、台湾，常栖息在浅海到水深18米。